# Larry Young (muzyk)
Larry Young, właśc. Larry John McCoy, także Khalid Yasin (Abdul Aziz)  (ur. 7 października 1940 w Newark, zm. 30 marca 1978 w Nowym Jorku) – amerykański muzyk jazzowy.
Grał na instrumentach klawiszowych, zwłaszcza na organach Hammonda. Był pionierem stylu modalnego gry na tym instrumencie, w odróżnieniu od soulowej gry Jimmy’ego Smitha. Grał jednak również w innych stylach, w tym soul jazz.
Rozpoczynał karierę w zespołach R&B w latach 50. Później grał z takimi muzykami jazzowymi jak Jimmy Forrest, Lou Donaldson, Kenny Dorham, Hank Mobley i Tommy Turrentine. Od 1960 nagrywał jako lider dla wytwórni Prestige Records tworząc soul jazzowe albumy takie jak Testifying, Young Blues and Groove Street. Od 1964 był związany z wytwórnią Blue Note Records. W tym czasie gra Younga zaczęła zdradzać wpływy Johna Coltrane’a. Odbył wiele sesji nagraniowych w trio z gitarzystą Grantem Greenem i perkusistą Elvinem Jonesem, niekiedy z dodatkowymi muzykami. Płyty pochodzące z tych sesji zwykle wskazywały Greena jako lidera, chociaż Into Somethin' z Samem Riversem na saksofonie była debiutem Younga w Blue Note jako lidera. Unity, najbardziej znany album Younga z tego okresu, został nagrany z Woodym Shawem, Joe Hendersonem i Elvinem Jonesem. Późniejsze albumy dla Blue Note to Contrasts, Of Love and Peace, Heaven On Earth, Mother Ship.
Od końca lat 60. Young uczestniczył w nagraniach fusion. M. in. można go usłyszeć na Bitches Brew Milesa Davisa oraz na Love Devotion Surrender Santany i McLaughlina. Był również członkiem zespołu Tony Williams Lifetime. Nagrania Younga z Jimim Hendriksem znalazły się m.in. na wydanej po śmierci Hendriksa płycie Nine to the Universe.
Young zmarł na zapalenie płuc w wieku 37 lat.

## Dyskografia
Jako lider
- Testifying, 1960, Prestige
- Young Blues, 1960, Prestige
- Groove Street, 1962, Prestige
- Into Somethin', 1964, Blue Note
- Unity, 1965, Blue Note
- Of Love and Peace, 1966, Blue Note
- Contrasts, 1967, Blue Note
- Heaven on Earth, 1968, Blue Note
- Mother Ship, 1969, Blue Note
- Lawrence of Newark, 1973, Perception
- Fuel, 1975, Arista
- Spaceball, 1975, Arista
- The Magician, 1977, Acanta/Bellaphon

Jako sideman
- Miles Davis, Bitches Brew, 1969, Columbia
- Joe Chambers, Double Exposure, 1978, Muse
- Carlos Santana and Mahavishnu John McLaughlin, Love Devotion Surrender, 1972, Columbia

Jako członek Tony Williams Lifetime
- Emergency, 1969, Polydor
- Turn It Over, 1970, Polydor
- Ego, 1971, Polydor